# Tancarville
Tancarville – miejscowość i gmina we Francji, w regionie Normandia, w departamencie Sekwana Nadmorska. Przez miejscowość przepływa Sekwana. 
Według danych na rok 1990 gminę zamieszkiwało 1326 osób, a gęstość zaludnienia wynosiła 179 osób/km² (wśród 1421 gmin Górnej Normandii Tancarville plasuje się na 166. miejscu pod względem liczby ludności, natomiast pod względem powierzchni na miejscu 506.).